# Guadalupe (Sonora)
Guadalupe es una localidad del municipio de Guaymas, ubicado en el sur del estado mexicano de Sonora, en la zona del desierto homónimo al estado. Es la octava localidad más habitada del municipio, ya que según los datos del Censo de Población y Vivienda realizado en 2020 por el Instituto Nacional de Estadística y Geografía (INEGI), Guadalupe tiene un total de 1,036 habitantes 
Fue fundado en los años 1940 como un campo agrícola bajo el nombre de Campo Guadalupe.

## Geografía
La localidad está ubicada en las coordenadas geográficas 28°14'18" de latitud norte y 110°40'30" de longitud oeste del meridiano de Greenwich, a una elevación de 97 metros sobre el nivel del mar.